# Жанет Аркейн
Жанет Аркейн (порт. Janeth Arcain, 11 квітня 1969) — бразильська баскетболістка.
Срібна призерка Олімпійських Ігор 1996 року, бронзова призерка 2000 року, учасниця 1992, 2004 років.
Переможниця Панамериканських ігор 1991 року, срібна призерка 1987, 2007 років.
Чемпіонка світу 1994 року.